# Дракіно (Реп'євський район)
Дракіно (рос. Дракино) — хутір у Реп'євському районі Воронезької області Російської Федерації.
Населення становить 131 особу (2010). Входить до складу муніципального утворення Реп'євське сільське поселення.

## Історія
Населений пункт розташований у історичному регіоні Чорнозем'я. Від 1928 року належить до Реп'євського району, спочатку в складі Центрально-Чорноземної області, а від 1934 року — Воронезької області.
Згідно із законом від 15 жовтня 2004 року входить до складу муніципального утворення Реп'євське сільське поселення.

## Населення
| 2010 |
| ---- |
| 131  |